# Ramesodes micropis
Ramesodes micropis là một loài bướm đêm trong họ Noctuidae.